# 福岡県道804号上横山星野線
福岡県道804号上横山星野線（ふくおかけんどう804ごう かみよこやまほしのせん）は、福岡県八女市を通る一般県道である。

## 概要
八女市上陽町上横山から八女市星野村に至る。
一部に民家がある他は山間部を通る道路で周辺に目立った施設は存在しない。

### 路線データ
- 起点：福岡県八女市上陽町上横山（福岡県道70号田主丸黒木線交点）
- 終点：福岡県八女市星野村（福岡県道52号八女香春線交点）
- 総延長：13.1 km

## 地理

### 通過する自治体
- 八女市

### 交差する道路
| 交差する道路             | 交差する場所 | 交差する場所 |
| ------------------------ | ------------ | ------------ |
| 福岡県道70号田主丸黒木線 | 上陽町上横山 | 起点         |
| 福岡県道52号八女香春線   | 星野村       | 終点         |

### 沿線
- 横山郵便局
- 長尾郵便局
- 星野川